# Сольдинский договор (1309)
Сольдинский договор (нем. Vertrag von Soldin) — юридический документ, по которому Тевтонский орден получил контроль почти над всей Померелией и Гданьском. Договор был подписан 13 сентября 1309 года в Солдине (ныне город Мыслибуж) маркграфом Бранденбурга Вальдемаром и Тевтонским орденом.

## Предыстория
Тевтонский орден давно стремился присоединить к своим владениям Гданьскую Померанию с центром в Гданьске, который был мощным торговым конкурентом тевтонского Эльблонга. В конце лета 1308 года Гданьск перешёл под власть маркграфа Бранденбурга Оттона IV: горожане, недовольные политикой краковского князя Владислава Локотка, практически добровольно сдали город брандербургскому маркграфу (в частности благодаря влиятельному поморскому роду Свенцев, находившемуся в оппозиции к новому польскому правителю). Королевский наместник Богуша с согласия Владислава начал вести переговоры с ландмейстером Тевтонского ордена Генрихом Плоцке о помощи против брандербуржцев в обмен на передачу ордену во временное пользование части крепости Гданьск.
В середине октября 1308 года отряд тевтонских рыцарей под командованием хелминского комтура Гюнтера фон Шварцбурга (100 рыцарей и 200 пехотинцев) прибыли в Гданьск, где при поддержке поляков изгнали бранденбуржцев из города и Восточного Поморья (кроме ещё удерживаемых брандербуржцами замков Слупск и Славно). После отступления противника присутствие тевтонских рыцарей в городе стало излишним, а Владислав ещё и отказался выплатить запрошенную ими компенсацию за военную помощь. В результате тевтонцы оккупировали крепость, изгнав польский гарнизон и устроив в городе резню. После чего крестоносцы начали оккупацию остальной части Восточной Померании, начав с захвата замков Свеце и Тчев. 
Некоторые исследователи считают, что права на Гданьское Поморье были получены Бранденбургской маркой ещё от краковского князя Владислава III, но в любом случае претензии Бранденбурга на Гданьск и его окрестности были весьма сомнительны.

## Итог
13 сентября 1309 года в городе Солдин был заключен договор, по которому маркграф Бранденбурга Вальдемар Великий отказался от претензий на Гданьское Поморье в пользу государства Тевтонского ордена за 10 000 марок серебра. После этого Тевтонский орден превратился в главного врага Польского королевства.
Хотя в 1311 году король Германии Генрих VII признал этот договор законным, он неоднократно подвергался сомнению со стороны поляков, что привело к одной из польско-тевтонских войн. Только по итогам Калишского мира, заключенного в июле 1343 году, польский король Казимир III официально признал право Ордена на Гданьское Поморье (Померелию).
Договор дал Тевтонскому ордену контроль за истоком Вислы и прямой выход к Балтийскому морю через Гданьск, переименованный в Данциг.